# Sistelo
Sistelo ist ein Dorf und eine Gemeinde im Norden Portugals. Sistelo ist in Portugal auch als „kleines portugiesisches Tibet“ bekannt, auf Grund seiner geografischen Lage, umgeben von Terrassenfeldern am Rande des gebirgigen Nationalparks Peneda-Gerês.

## Geschichte
Der Ort entstand vermutlich im Zuge der Neuansiedlungen nach der Reconquista. Das Gebiet unterstand dem Johanniterorden, worauf sich das Gemeindewappen bis heute bezieht. Erstmals erwähnt wurde Sistelo in den Erhebungen im Jahr 1258, wo es als kleines, noch junges Dorf vermerkt ist, das von der Familie des Ortsgründers dem Johanniterorden übergeben wurde.
Die eigene Gemeindekirche von Sistelo wurde erstmals in einem kirchlichen Rechenschaftsbericht für die Zeit von 1514 bis 1532 erwähnt, 1580 ist sie als Cabreiro zugehörig aufgeführt.
Der 1880 vermögend aus Brasilien in sein Heimatdorf zurückgekehrte Manuel António Gonçalves Roque, erster Visconde de Sistelo, errichtete hier das Schloss-ähnliche Herrenhaus und Quinta Casa de Sistelo, auch Castelo de Sistelo genannt (seit 2015 unter Denkmalschutz). Roque ließ danach eine Reihe weiterer Bauwerke errichten, darunter Brücken, der Steinbrunnen und verschiedene Sakralbauten, und sorgte für einen relativen Aufschwung in der Gemeinde.
2017 wurden die letzten zehn Kilometer des Wanderwegs Ecovia do Vez fertiggestellt, von Vilela bis Sistelo. Der Weg wird streckenweise auf Holzstege über Feuchtgebiete entlang des Flusses Vez, einem wichtigen Zufluss des Rio Lima, geführt und machte das Dorf erstmals auch überregional etwas bekannter.
Bei dem medial breit begleiteten Wettbewerb der „Sieben Wunder Portugals“ in der Kategorie Dörfer (7 maravilhas de Portugal - Aldeias) im Jahr 2017 wurde Sistelo unter die sieben schönsten Dörfer des Landes gewählt und erlangte damit größere überregionale Bekanntheit.
Nach dem Erfolg im Wettbewerb der sieben schönsten Dörfer des Landes 2017 wurde Sistelo durch den Schutz seiner einzigartigen Landschaft als Monumento Nacional, von Staatspräsident Marcelo Rebelo de Sousa 2018 unterzeichnet, noch bekannter und erlebte durch den stark steigenden Tourismus einen Entwicklungsschub.

## Verwaltung
Sistelo ist eine Gemeinde (Freguesia) im Kreis (Concelho) von Arcos de Valdevez im Distrikt Viana do Castelo. In ihr leben 199 Einwohner auf einer Fläche von 26 km² (Stand 19. April 2021).
Folgende Ortschaften liegen in der Gemeinde:
- Estrica
- Sistelo Igreja (Verwaltungssitz)
- Padrão
- Portela de Alvite
- Porta Cova
- Quebrada

## Baudenkmäler

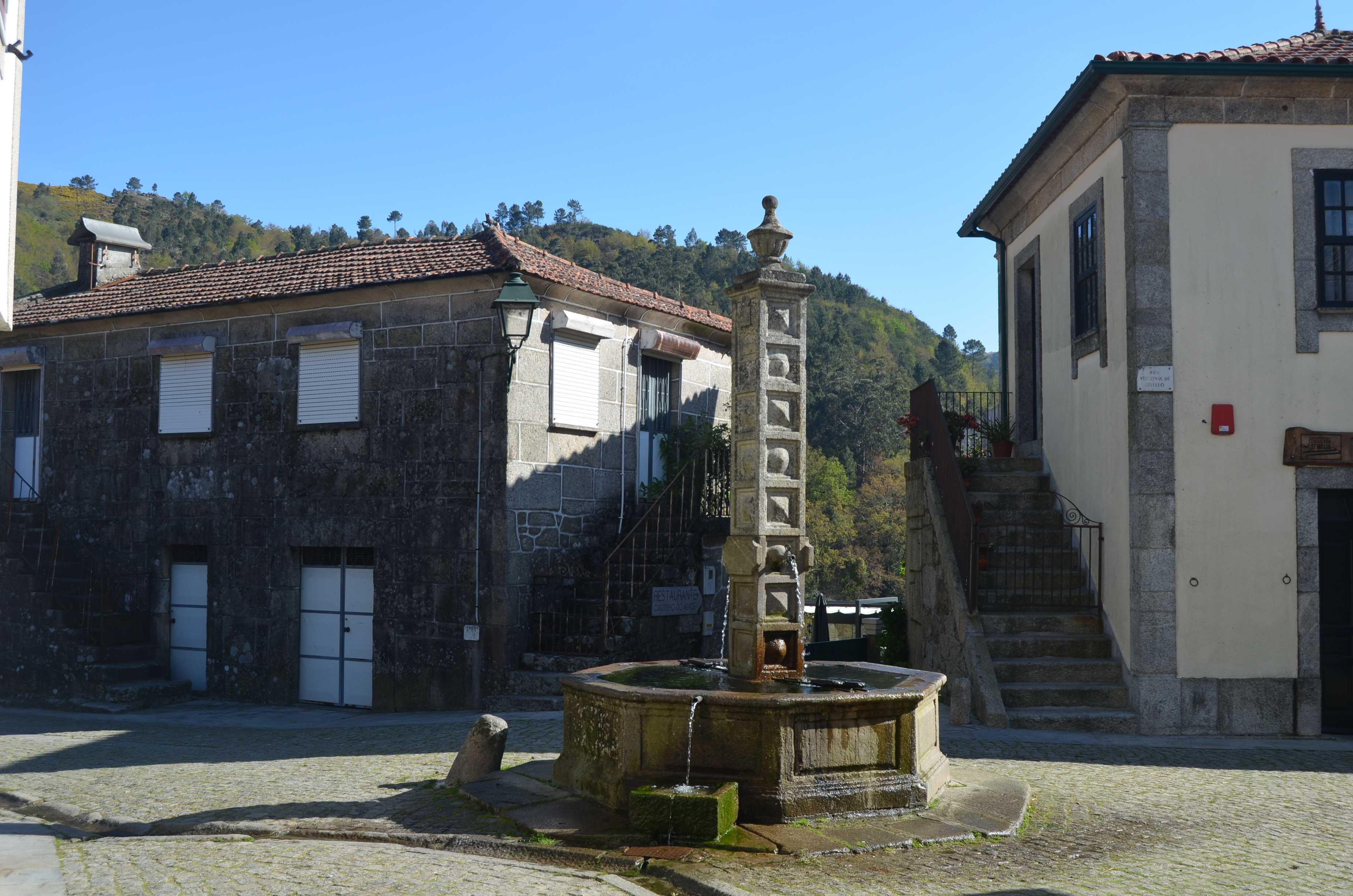
Denkmalgeschützter Steinbrunnen (Chafariz) aus dem späten 19. Jh. im Zentrum des Dorfes

13 Baudenkmäler sind in der Gemeinde Sistelo geschützt (Stand April 2022, alphabetisch sortiert):
- Capela da Senhora do Carmo, kleine Kapelle[11]
- Capela da Senhora dos Remédios, kleine Kapelle[12]
- Capela de Nossa Senhora dos Aflitos, granitene Kapelle aus dem späten 19. Jh.[13]
- Capela de Santo António, kleine Kapelle[14]
- Capela de São João Evangelista, kleine Kapelle[15]
- Casa de Sistelo, auch Castelo de Sistelo, Schloss-ähnliches Landgut aus dem späten 19. Jh.[7]
- Chafariz de Sistelo, steinerne Brunnenanlage aus dem 19. Jh.[16]
- Cruzeiro de Sistelo, Steinkreuz aus dem 19. Jh.[17]
- Igreja Paroquial de Sistelo, nach ihrem Schutzpatron Johannes der Täufer auch Igreja de São João Baptista, granitene Gemeindekirche von Sistelo[18]
- Jazigo do Visconde de Sistelo, Familiengrabstätte des Visconde de Sistelo aus dem späten 19. Jh.[19]
- Paisagem Cultural do Sistelo, die von Menschenhand geschaffene Kulturlandschaft der Gemeinde (Monumento Nacional)[20]
- Ponte da Veiga de Sistelo, Steinbrücke aus dem späten 19. Jh.[21]
- Ponte de Sistelo, Steinbogenbrücke über den Vez aus dem 18. Jh.[22]

## Wirtschaft

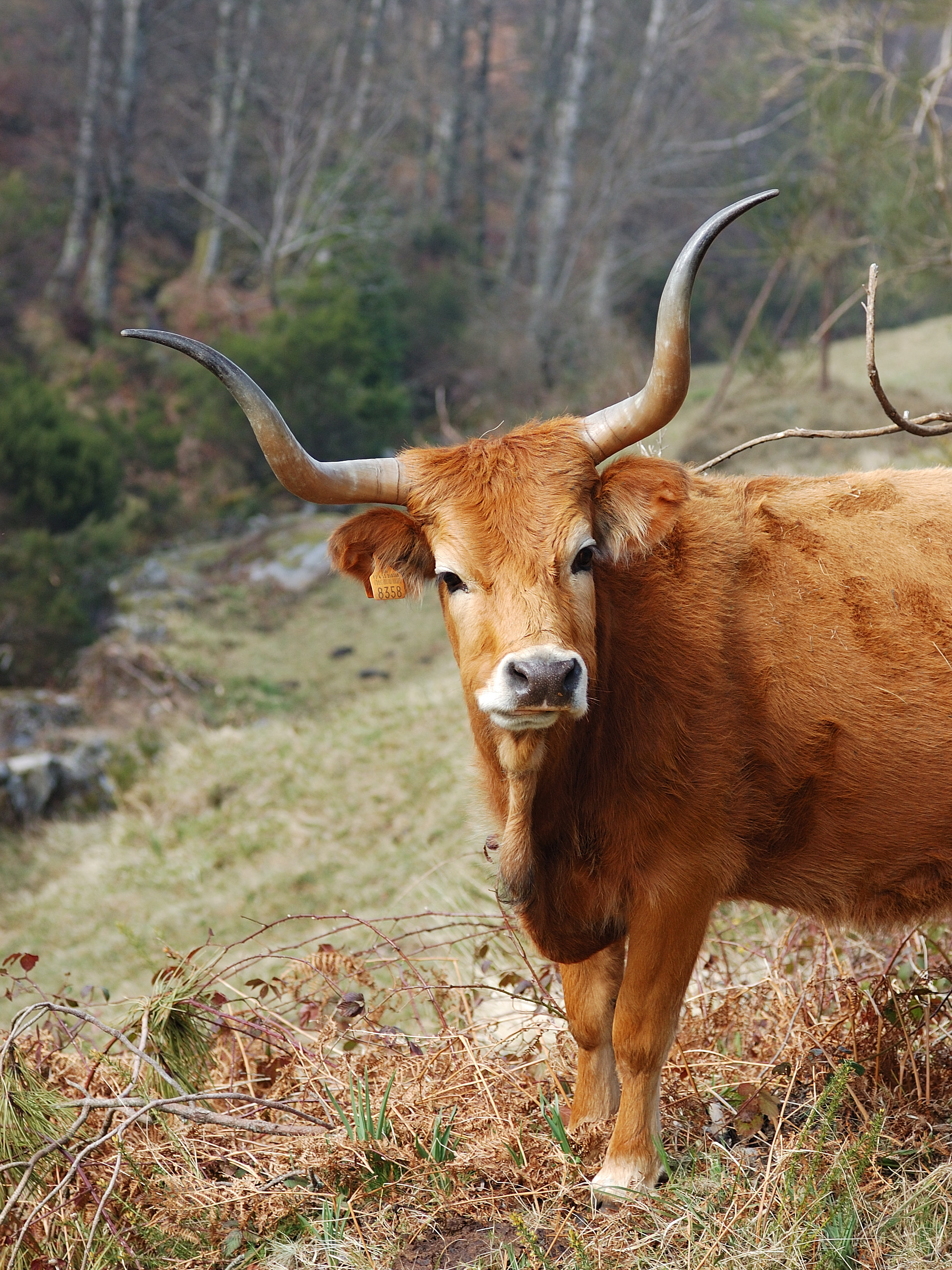
Frei weidendes Barrosã-Rind in Sistelo: Viehwirtschaft hat bis heute Bedeutung für die Wirtschaft in der Gemeinde.

Die Gemeinde ist landwirtschaftlich geprägt. Auf den jahrhundertealten, von Menschenhand geschaffenen Terrassen werden bis heute v. a. Mais, Bohnen und Kartoffeln angebaut. Auch Grass und Heu für die traditionell bedeutende regionale Viehwirtschaft ist zu nennen. Vor allem die charakteristischen regionalen Rassen Cachena und Barrosã bestimmen die hiesige Viehzucht. Traditionell wurde hier sowohl die Landwirtschaft als auch die Viehwirtschaft in kleinbäuerlicher Subsistenzwirtschaft weitgehend im Einklang mit der Natur betrieben.
Nachdem seit den 1960er Jahren eine anhaltend starke Abwanderung einsetzte, lebt heute ein wesentlicher Teil der überalterten Bevölkerung von Altersrenten, Land- und Viehwirtschaft wird überwiegend im Nebenerwerb betrieben.
Der überwiegend naturnahe Fremdenverkehr (v. a. Wandertourismus, Naturerlebnis-Tourismus) hat insbesondere seit 2017 für neue Impulse gesorgt und eine wirtschaftliche Belebung der Gemeinde ausgelöst.